# Philip G. Epstein
Philip G. Epstein (* 22. August 1909 in New York City; † 7. Februar 1952 in Los Angeles) war ein US-amerikanischer Drehbuchautor. Er arbeitete häufig mit seinem eineiigen Zwillingsbruder Julius J. Epstein zusammen und adaptierte vor allem Bücher anderer Autoren für die Leinwand.

## Leben
Epstein wuchs in der Lower East Side von Manhattan auf. 1932 machte er seinen Abschluss an der Penn State University und arbeitete zunächst als Schauspieler in New York. 1933 zog er gemeinsam mit seinem Bruder Julius nach Hollywood und schrieb in den ersten Jahren hauptsächlich Drehbücher für Kriminalfilme und B-Movies wie China Passage oder Fools for Scandal. Der Film Vier Töchter räumen auf von 1939 war Epsteins erste Zusammenarbeit mit seinem Bruder Julius. Der endgültige Durchbruch folgte 1940 mit Keine Zeit für Komödie. In den Folgejahren schrieben die Brüder überwiegend gemeinsam. Ihre wohl bekannteste Arbeit ist das Drehbuch des Klassikers Casablanca von 1942, das auf dem Theaterstück Everybody Comes to Rick’s basierte. Philip und Julius Epstein wurden dafür, als bis heute einziges Brüderpaar, mit einem Oscar für das Beste adaptierte Drehbuch ausgezeichnet.
Nach der Beendigung der Arbeit an Das Leben der Mrs. Skeffington im Jahr 1944 nahmen sich die Epsteins eine Auszeit vom Filmgeschäft und schrieben die Theaterstücke Chicken Every Sunday und That’s the Ticket. Ihre letzte Zusammenarbeit war das Drehbuch zu Damals in Paris. Philip Epstein starb am 7. Februar 1952 im Alter von 42 Jahren an Krebs.
Das Markenzeichen der Epstein-Brüder waren ihre humorvollen und geistreichen Dialoge. Häufig wurden sie von Regisseuren engagiert, um ein bereits bestehendes Drehbuch zu überarbeiten und „aufzulockern“. Gemeinsam waren sie an 28 Projekten beteiligt. 2006 setzten die Writers Guild of America das Casablanca-Drehbuch auf den ersten Platz der 101 besten Drehbücher aller Zeiten.

## Filmografie (Auswahl)
- 1939: Der Traum vom schöneren Leben (Saturday's Children)
- 1939: Vier Töchter räumen auf (Daughter Courageous)
- 1940: Keine Zeit für Komödie (No Time for Comedy)
- 1941: Schönste der Stadt (The Strawberry Blonde)
- 1941: Die Braut kam per Nachnahme (The Bride Came C.O.D.)
- 1942: Der Mann, der zum Essen kam (The Man Who Came to Dinner)
- 1942: Casablanca
- 1942: Yankee Doodle Dandy
- 1944: Arsen und Spitzenhäubchen (Arsenic and Old Lace)
- 1944: Das Leben der Mrs. Skeffington (Mr. Skeffington)
- 1948: Zaubernächte in Rio (Romance on the High Seas)
- 1949: Angst vor der Schande (My Foolish Heart)
- 1952: Damals in Paris (The Last Time I Saw Paris)
- 1958: Die Brüder Karamasow (The Brothers Karamazov)

## Auszeichnungen
- 1943: Oscar für das Beste Drehbuch – Casablanca
- 1956: Laurel Award